# Покрштавање Хрвата
Проблем покрштавања Хрвата, као и првобитне црквене организације, био је, како истиче Невен Будак, једна од најзаступљенијих тема хрватске медијевистике уопште, иако, како вели исти, полемике о тој проблематици нису биле ни наизглед толико жучне колико нека питања из политичке историје хрватских средњовековних земаља.
Писани извори на којима се темељи сазнање о овом догађају у тој мери су непоуздани да не само што се не може са сигурношћу одредити из ког црквеног средишта је дошло покрштавање, него и време у ком се оно збило. Из тог разлога постоји више мишљења како су Хрвати прихватили хришћанство, а она се углавном могу сврстати у три скупине.
Неки историчари попут Михе Бараде и Љубе Карамана су услед одсуства одговарајућих писаних извора који би поткрепили ову тему прибегли испитивању материјалних остатака црквених споменика са територије данашње Далмације.

## Писани извори
Међу писаним изворима вреди истаћи Спис о народима Константина VII Порфирогенита (10. век) и Сплитску хронику Томе Архиђакона (13. век), а није згорег поменути ни податак из Житија св. Урса (15. век), који је, међутим, врло нејасан и прожет легендарним елементима.

### Спис о народима
У Спису о народима наћи ће се на три места различити подаци о преласку Хрвата у хришћанство. Но, како је утврђено после подробне анализе дела, 30. глава, која по нарацији и укупном смислу сасвим одудара од целине остатка „далматинског досијеа“, додата је накнадно.
Најпре се у 29. глави наводи да је више словенских племена, међу којима и Хрвати, на своју иницијативу примило хришћанство преко свештеникâ које је послао „христољубиви цар“ Василије I. Затим се у 30. глави наводи да су Хрвати примили хришћанство из Рима, такође на властиту иницијативу, и то након што су се избавили из франачког јарма, тј. за време владавине архонта (кнеза) Порина (Πόρινος). Најзад, у 31. глави стоји да су их покрстили за време Ираклија свештеници које је послао римски папа.

### Сплитска хроника
У процесу обнове салонитанске цркве, али и покрштавања Хрвата, Тома Архиђакон даје извесном Јовану Равењанину најважнију улогу и посебно му посвећује 11. главу свог дела.
Међутим, наш врховни поглавар (тј. римски папа — прим. прев.) одаслао је извесног изасланика по имену Јована, који је родом из Равене (patria Ravenatem), да пропутује деловима Далмације и Хрватске (partes Dalmatie et Chrovatie peragrando) и разобличи хришћане спасоносним опоменама (salutaribus monitis christicolas informaret). У цркви пак салонитанској од времена пада није био заређен коловођа. Стога пречасни Јован стане да подстиче свештенство и народ на то како су међусобно дужни да обнове архиепископију древнога града, што је код ондашњих наишло на веома топао одазив и пријем. Затим се, као што је то био обичај, окупило свештенство и сви су се сложили да избор падне на већ поменутог Јована. Пошто је примио посвећење од господина папе, као добар пастир приступио је својим овцама, не имајући на уму да згрће паре, с обзиром на то да је црква тада била јако сиромашна.— .

### Житије св. Урса
Легенда о животу св. Урса, житеља Виченце, датира много касније, из 15. века. Због њене очите уопштености оцењено је да се без устручавања може одбацити као извор за покрштавање Хрвата.

### Материјални извори
Осим писаних извора, о покрштавању Хрвата у Далмацији сведоче и извесни археолошки налази: крстионица кнеза Вишеслава, мраморни надвратник олтарне преграде с фрагментом натписа из Каштел-Сућурца, саркофаг сплитског архиепископа Јована и Годеславов натпис из Нина.

## Извори и литература